# Rounga (Burkina Faso)
Pour les articles homonymes, voir Rounga.
Rounga (ou Roungo) est une localité du Burkina Faso située dans le département de Ouindigui, la province du Loroum et la région du Nord.

## Démographie
Lors du recensement de 2006, on y a dénombré 2 604 habitants. 

## Économie
Rounga a été équipé, en 2016 par l'ONG Fondation Énergies pour le Monde, d'une petite centrale photovoltaïque produisant 22 kWc pour environ 340 clients.

## Éducation et santé
En 2016-2017, la localité possède deux écoles primaires publiques.